# آن ماكسويل
آن ماكسويل (بالإنجليزية: Ann Maxwell)‏ (5 أبريل 1944، ميلواكي في الولايات المتحدة)؛ كاتِبة وروائية أمريكية.